# Хифема
Хифема представља појаву крви у предњој очној комори.
Може да се јави као последица запаљења дужице (лат. iritis haemorragica), где долази до оштећења зидова крвних судова узрочником који је изазвао запаљење. Сматра се да се хеморагични облик ексудације најчешће јавља код запаљења дужице изазваних вирусима, мада може да се јави и код запаљења друге етиологије. Такође може да се јави и као резултат повреде.

## Клиничка слика
Положај хифеме зависи од положаја главе, ако се крв није згрушала. Када се изливена крв у предњој комори коагулише (згруша), онда се њен положај не мења са променом положаја главе. Свежа хифема је црвена, а временом постаје све тамнија. Некада се на хифеми (приликом прегледа) примећује неколико слојева различите боје, што указује да је у неколико махова дошло до појаве нове крви. Хифема може да се потпуно ресорбује захваљујући великој ресорптивној моћи дужице. Ако она дуго траје, онда долази до имбибиције околних ткива пигментом хемосидерином. Тако рожњача добија браонкасту боју и то стање се означава као хемосидероза рожњаче (лат. haemosiderosis corneae). Слично се може десити и са дужицом, која такође бива имбибирана пигментом који потиче од распалих еритроцита, тако да дужица добија боју која подсећа на боју рђе (лат. haemosiderosis iridis).
Субјективни симптоми састоје се, пре свега, у смањењу вида. Оно је утолико израженије уколико је ексудација у предњој комори већа. Поред тога, болесник осећа бол. Бол је дифузног карактера, јер зрачи у околне делове исте стране главе, и то у чело, слепоочницу и у предео горње вилице. Болесници не подносе јаку светлост, односно имају фотофобију.

## Дијагноза и лечење
Дијагноза се поставља на основу анамнезе, објективног прегледа помоћу фокалног осветљења или биомикроскопа.
У терапијске сврхе код иритиса се локално примењују мидријатичка средства, пре свега атропин, кортизон, а опште лечење се најчешће спроводи давањем пронизона. У циљу боље и брже ресорпције дају се топле суве облоге, а у циљу заштите од јаке светлости носе се тамне наочаре које су засенчене 50-75%.